# Hemipenthes chimaera
Hemipenthes chimaera är en tvåvingeart som först beskrevs av Osten Sacken 1887.  Hemipenthes chimaera ingår i släktet Hemipenthes och familjen svävflugor. Inga underarter finns listade i Catalogue of Life.